# Puchar Narodów Afryki 2017 (kwalifikacje)/Grupa F
W grupie F eliminacji Pucharu Narodów Afryki 2017 grają:
- Republika Zielonego Przylądka
- Maroko
- Libia
- Wyspy Świętego Tomasza i Książęca

## Tabela
| Msc. | Zespół                            | M | W | R | P | Br+ | Br- | +/- | Pkt |
| ---- | --------------------------------- | - | - | - | - | --- | --- | --- | --- |
| 1    | Maroko                            | 6 | 5 | 1 | 0 | 10  | 1   | +9  | 16  |
| 2    | Republika Zielonego Przylądka     | 6 | 3 | 0 | 3 | 11  | 6   | +5  | 9   |
| 3    | Libia                             | 6 | 2 | 1 | 3 | 8   | 6   | +2  | 7   |
| 4    | Wyspy Świętego Tomasza i Książęca | 6 | 1 | 0 | 5 | 4   | 19  | -15 | 3   |

## Wyniki
| 12 czerwca 2015 21:00 CET | Maroko · El Kaddouri 51' | 1:0(0:0)Raport | Libia | Stade d’Agadir, Agadir Sędzia: William Selorm Agbovi |
|                           |                          |                |       |                                                      |

| 13 czerwca 2015 19:00 CET | Republika Zielonego Przylądka · Djaniny 11', 73' · Nuno Rocha 17' (k) · Rodrigues 35' · Fortes 42' · Babanco 51' (k) · Tavares 75' | 7:1(4:0)Raport | Wyspy Świętego Tomasza i Książęca · 54' Luís Leal | Estádio da Várzea, Praia Sędzia: Mahmoud Ashor |
|                           | |                |                                                   |                                                |

| 5 września 2015 17:30 CET | Wyspy Świętego Tomasza i Książęca | 0:3(0:3)Raport | Maroko · 35' Amrabat · 39' El-Arabi · 42' Dirar | Estádio Nacional 12 de Julho, São Tomé Sędzia: Joao Amado Goma |
|                           |                                   |                |                                                 |                                                                |

| 6 września 2015 19:00 CET | Libia · Al Mosrati 85' | 1:2(0:0)Raport | Republika Zielonego Przylądka · 57' Kay · 90' Mendes | Stadion Petrosport, Kair Sędzia: Mustapha Ghorbal |
|                           |                        |                |                                                      |                                                   |

| 23 marca 2016 16:30 CET | Wyspy Świętego Tomasza i Książęca · El Trbi 84' (sam.) · Lacet 88' | 2:1(0:1)Raport | Libia · 24' Al Badri | Estádio Nacional 12 de Julho, São Tomé Sędzia: Aboubacar Mario Bangoura |
|                         |                                                                    |                |                      |                                                                         |

| 26 marca 2016 18:00 CET | Republika Zielonego Przylądka | 0:1(0:1)Raport | Maroko · 26' (k) El-Arabi | Estádio da Várzea, Praia Sędzia: Neant Alioum |
|                         |                               |                |                           |                                               |

| 28 marca 2016 19:00 CET | Libia · Zubya 51', 56', 74' · Abdusalam 70' | 4:0(0:0)Raport | Wyspy Świętego Tomasza i Książęca | Stade Mustapha Tchaker, Al-Bulajda Sędzia: Akintoye Germain Koole |
|                         |                                             |                |                                   |                                                                   |

| 29 marca 2016 21:00 CET | Maroko · El-Arabi 55' (k), 61' | 2:0(0:0)Raport | Republika Zielonego Przylądka | Stade de Marrakech, Marrakesz Sędzia: Mahamadou Keita |
|                         |                                |                |                               |                                                       |

| 3 czerwca 2016 20:00 CET | Libia · Ouerfelli 90+1' | 1:1(0:1)Raport | Maroko · 38' Dirar | Stadion Olimpijski, Radis Sędzia: Youssef Essrayri |
|                          |                         |                |                    |                                                    |

| 4 czerwca 2016 17:30 CET | Wyspy Świętego Tomasza i Książęca · Baía 88' | 1:2(0:0)Raport | Republika Zielonego Przylądka · 50' Gomes · 80' Nuno Rocha | Estádio Nacional 12 de Julho, São Tomé Sędzia: Malang Diedhiou |
|                          |                                              |                |                                                            |                                                                |

| 3 września 2016 19:00 CET | Republika Zielonego Przylądka | 0:1(0:0)Raport | Libia · 90' Al Triki | Estádio Nacional de Cabo Verde, Praia Sędzia: Bamlak Tessema Weyesa |
|                           |                               |                |                      |                                                                     |

| 4 września 2016 21:00 CET | Maroko · Ziyech 55' (k) · Bouhaddouz 83' | 2:0(0:0)Raport | Wyspy Świętego Tomasza i Książęca | Stade Moulay Abdellah, Rabat Sędzia: Fidel Gomes |
|                           |                                          |                |                                   |                                                  |